# Дубосеково (платформа)
Дубосе́ково — остановочный пункт Рижского направления Московской железной дороги в Волоколамском районе Московской области. Находится примерно в 5 км к юго-востоку от города Волоколамска. Рядом с платформой расположен посёлок при станции Дубосеково.
Бывший разъезд.
Разъезд Дубосеково получил известность благодаря тому, что близ него 16 ноября 1941 года произошло сражение между советской 316-й стрелковой дивизией и 11-й танковой дивизией немецких войск. Неподалёку от платформы Дубосеково расположен мемориал, посвящённый 28 героям-панфиловцам.

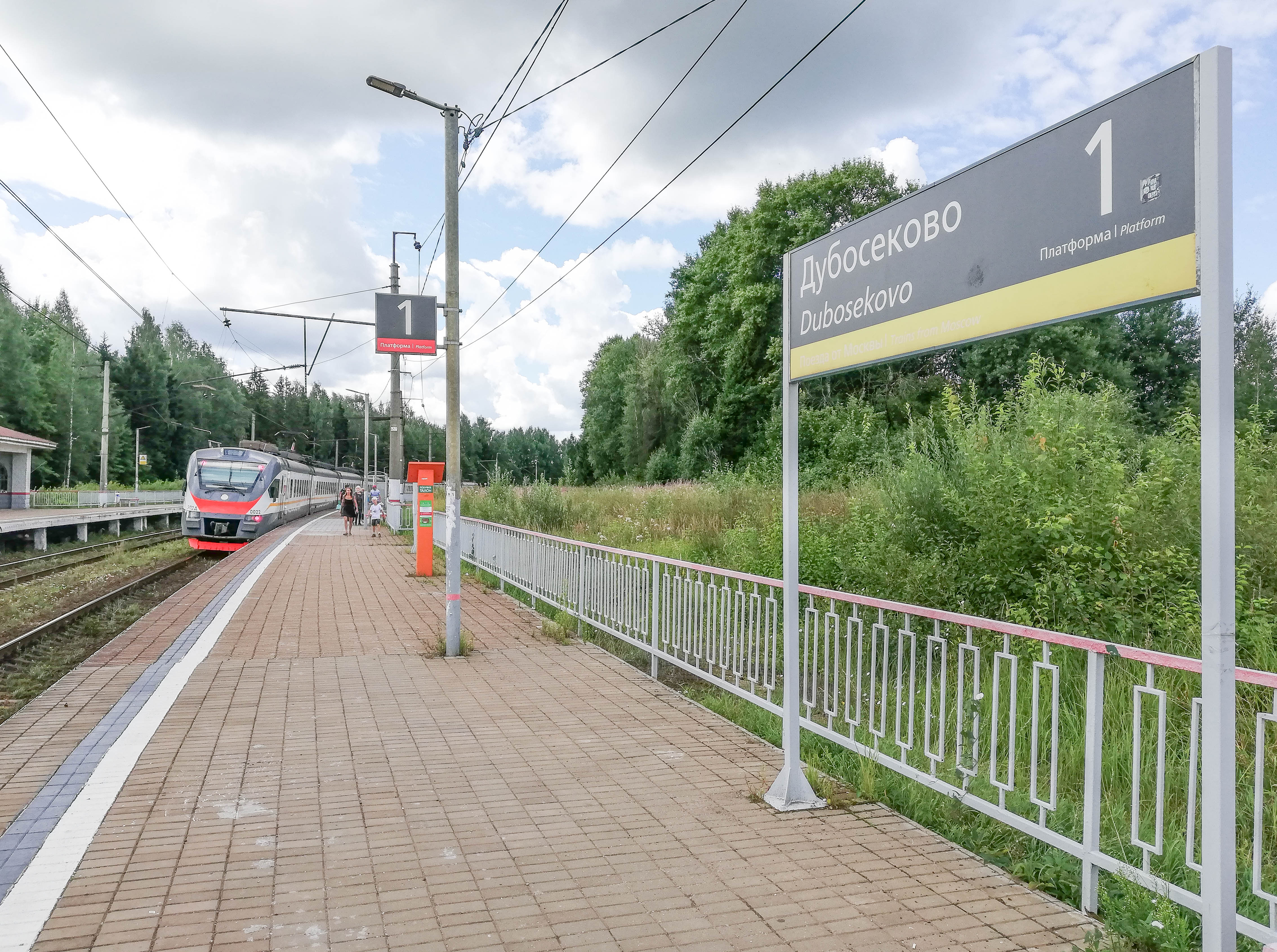

В память о бое у разъезда Дубосеково получила название Дубосековская улица в Москве.